# Plectania campylospora
Plectania campylospora är en svampart som först beskrevs av Miles Joseph Berkeley, och fick sitt nu gällande namn av John Axel Nannfeldt 1957. Plectania campylospora ingår i släktet Plectania och familjen Sarcosomataceae.   Inga underarter finns listade i Catalogue of Life.